# Governo della Repubblica Sociale Italiana
Il governo della Repubblica Sociale Italiana fu l'organo politico che guidò la parte d'Italia occupata dai tedeschi dopo l'armistizio dell'8 settembre 1943 e l’avvio della guerra civile a seguito della liberazione di Mussolini dall’arresto. Esso fu riconosciuto dalla Germania nazista, dai governi dei Paesi occupati o alleati a quest'ultima, dall'Impero giapponese e dai suoi stati-fantocci. Restò in carica dal 23 settembre 1943 al 25 aprile 1945, giorno della Liberazione della penisola.
Una prima, breve e parziale, riunione di tale governo si ebbe il 23 settembre del 1943 alle ore 14:00 a Roma, presso l'ufficio dell'ambasciata tedesca, anche se Benito Mussolini, duce della Repubblica Sociale Italiana, era assente: il suo posto fu temporaneamente occupato da Alessandro Pavolini. I ministri intervenuti presero possesso delle sedi dei dicasteri a Roma, salvo poco dopo decretare lo sgombero della capitale.
La prima riunione del nuovo governo con la presenza ufficiale di Mussolini si tenne il 28 settembre alla Rocca delle Caminate a Meldola (FC); l’8 ottobre fu conferito al Consiglio dei ministri il potere legislativo di guerra.

## Compagine di governo
La compagine di governo alla sua formazione si poteva riassumere come segue:
| Partito | Partito                       | Presidente | Ministri | Sottosegretari | Totale |
| ------- | ----------------------------- | ---------- | -------- | -------------- | ------ |
|         | Partito Fascista Repubblicano | 1          | 10       | 8              | 19     |

### Provenienza geografica
La provenienza geografica dei membri del governo si può così riassumere:
| Regione        | Presidente | Ministri | Sottosegretari |
| -------------- | ---------- | -------- | -------------- |
| Emilia-Romagna | 1          | -        | -              |
| Toscana        | -          | 4        | 1              |
| Lazio          | -          | 3        | 1              |
| Piemonte       | -          | -        | 3              |
| Marche         | -          | 1        | 1              |
| Sicilia        | -          | 1        | 1              |
| Basilicata     | -          | 1        | -              |
| Liguria        | -          | 1        | -              |
| Sardegna       | -          | -        | 1              |

## Composizione
| Carica                                          | Titolare | Titolare                                    | Titolare                                                          | Sottosegretari |
| Presidenza del Consiglio dei ministri           | Presidenza del Consiglio dei ministri | Presidenza del Consiglio dei ministri       | Presidenza del Consiglio dei ministri                             | Sottosegretario di Stato alla Presidenza del Consiglio |
| ----------------------------------------------- | --- | ------------------------------------------- | ----------------------------------------------------------------- | --- |
| Duce Capo del Governo                           | |                                             | Benito Mussolini (PFR)                                            | Francesco Maria Barracu (PFR) |
| Ministero                                       | Ministri | Ministri                                    | Ministri                                                          | Sottosegretario |
| Affari Esteri                                   | |                                             | Benito Mussolini (PFR)                                            | - Serafino Mazzolini (PFR) (fino al 23 febbraio 1945) - Alberto Mellini Ponce de Leon (PFR) (ad interim) (dal 24 febbraio al 26 marzo 1945) - Filippo Anfuso (PFR) (dal 26 marzo 1945)                                                          |
| Interno                                         | |                                             | Guido Buffarini Guidi (PFR) (fino al 21 febbraio 1945)            | - Paolo Zerbino (PFR) (dal 7 maggio 1944 al 22 febbraio 1945) - Giorgio Pini (PFR) (dal 23 ottobre 1944) |
| Interno                                         | | Paolo Zerbino (PFR) (dal 22 febbraio 1945)  |                                                                   | - Paolo Zerbino (PFR) (dal 7 maggio 1944 al 22 febbraio 1945) - Giorgio Pini (PFR) (dal 23 ottobre 1944) |
| Forze Armate                                    | |                                             | Rodolfo Graziani (PFR)                                            | Marina: - Antonio Legnani (PFR) (fino al 20 ottobre 1943) - Ferruccio Ferrini (PFR) (dal 20 ottobre 1943 al 14 febbraio 1944) - Giuseppe Sparzani (PFR) (dal 14 febbraio 1944 al 21 febbraio 1945) - Bruno Gemelli (PFR) (dal 21 febbraio 1945) |
| Forze Armate                                    | Aeronautica: - Ernesto Botto (PFR) (fino al 7 marzo 1944) - Arrigo Tessari (PFR) (ad interim) (dal 7 marzo al 26 luglio 1944) - Manlio Molfese (PFR) (ad interim) (dal 26 luglio al 26 novembre 1944) - Ruggero Bonomi (PFR) (dal 26 novembre 1944) |                                             | Rodolfo Graziani (PFR)                                            | |
| Forze Armate                                    | Esercito: - Umberto Giglio (PFR) (dal 19 ottobre al 30 dicembre 1943) - Alfonso Ollearo (PFR) (dal 31 dicembre 1943 al 25 giugno 1944) - Carlo Emanuele Basile (PFR) (dal 25 giugno 1944)                                                           |                                             | Rodolfo Graziani (PFR)                                            | |
| Finanze                                         | |                                             | Giampietro Domenico Pellegrini (PFR)                              | Carlo Fabrizi (PFR) (dal 14 gennaio 1945) |
| Giustizia                                       | |                                             | Antonino Tringali Casanuova (PFR) (fino al 1º novembre 1943)      | Carica non assegnata |
| Giustizia                                       | | Piero Pisenti (PFR) (dal 4 novembre 1943)   |                                                                   | Carica non assegnata |
| Produzione Agricola e Forestale                 | |                                             | Edoardo Moroni (PFR)                                              | Carica non assegnata |
| Produzione Industriale                          | |                                             | Silvio Gai (PFR) (fino al 1º gennaio 1944)                        | Carica non assegnata |
| Produzione Industriale                          | | Angelo Tarchi (PFR) (dal 1º gennaio 1944)   |                                                                   | Carica non assegnata |
| Educazione Nazionale                            | |                                             | Carlo Alberto Biggini (PFR)                                       | Carica non assegnata |
| Cultura Popolare                                | |                                             | Ferdinando Mezzasoma (PFR)                                        | Alfredo Cucco (PFR) (dal 29 febbraio 1944) |
| Lavori Pubblici                                 | |                                             | Ruggero Romano (PFR)                                              | Carica non assegnata |
| Comunicazioni                                   | |                                             | Giuseppe Peverelli (PFR) (fino al 6 ottobre 1943)                 | Carica non assegnata |
| Comunicazioni                                   | | Augusto Liverani (PFR) (dal 6 ottobre 1943) |                                                                   | Carica non assegnata |
| Lavoro (istituito)                              | |                                             | Giuseppe Spinelli (PFR) (dal 22 gennaio 1945)                     | Carica non assegnata |
| Comandante della Guardia Nazionale Repubblicana | |                                             | Renato Ricci (PFR)                                                | Renato Ricci (PFR) |
| Segretario del Partito Fascista Repubblicano    | |                                             | Alessandro Pavolini (PFR)                                         | Alessandro Pavolini (PFR) |
| Commissari nazionali                            | |                                             |                                                                   | |
| Prezzi (soppresso)                              | |                                             | Carlo Fabrizi (PFR) (dal 6 dicembre 1943 al 14 gennaio 1945)      | Carlo Fabrizi (PFR) (dal 6 dicembre 1943 al 14 gennaio 1945) |
| Lavoro (soppresso)                              | |                                             | Ernesto Marchiandi (PFR) (dal 7 dicembre 1943 al 2 febbraio 1945) | Ernesto Marchiandi (PFR) (dal 7 dicembre 1943 al 2 febbraio 1945) |

## Cronologia

### 1943
- 23 settembre - Dopo la Liberazione di Benito Mussolini, la rifondazione del Partito Fascista sotto il nome del Partito Fascista Repubblicano (PFR) e l’occupazione dei 2/3 della Penisola Italiana da parte della Wehrmacht, viene costituita la Repubblica Sociale Italiana (riconosciuta dalla sola Germania nazista), tenendosi così a Roma la prima riunione (nonostante l’assenza di Mussolini) del Consiglio dei ministri. Nel mentre, nel restante terzo del paese (Italia meridionale), il Re Vittorio Emanuele III, Pietro Badoglio e la Commissione alleata costituiscono il Regno del Sud.
- 28 settembre - Dopo aver dichiarato lo sgombero della Capitale, una nuova riunione del Consiglio dei ministri, questa volta alla presenza di Benito Mussolini, si tiene alla Rocca delle Caminate.
- 8 ottobre - Il governo si conferisce il potere legislativo di guerra.
- 13 ottobre - Vengono annunciati piani per redigere la Costituzione della Repubblica Sociale Italiana; essa, tuttavia, non vide mai la luce.
- 17 ottobre - Galeazzo Ciano, accusato di alto tradimento per via del suo voto favorevole all’Ordine del giorno Grandi, viene imprigionato nel Carcere degli Scalzi.
- 27 ottobre - Viene fondata l’Aeronautica Nazionale Repubblicana, con il compito di assistere le altre Forze armate della Repubblica Sociale Italiana.
- 14-15 novembre - Si tiene il primo Congresso del PFR a Verona, in cui viene approvato il relativo manifesto.
- 20 novembre - Fondazione del Corpo di Polizia Repubblicana con Tullio Tamburini al comando e scioglimento della Milizia Volontaria per la Sicurezza Nazionale (MVSN).
- 21 novembre - Albert Kesselring riassume il comando di tutte le forze tedesche in Italia e, l’11 dicembre, assume il controllo diretto di tutte le istituzioni della Repubblica Sociale Italiana, lasciando tuttavia Benito Mussolini a capo formale dello Stato fantoccio.
- 8 dicembre - Fondazione della Guardia Nazionale Repubblicana per volere di Renato Ricci.
- 17 dicembre - Le spese di occupazione da versare alla Germania passano a 10 miliardi di lire.

### 1944
- 8-10 gennaio - Il Processo di Verona, porta alla condanna di 6 membri dell’ex-Gran Consiglio del Fascismo che hanno sfiduciato il Duce (Ordine del giorno Grandi) il giorno del suo arresto.
- 11 gennaio - Galeazzo Ciano viene fucilato insieme ad altri 4 detenuti, Emilio De Bono, Luciano Gottardi, Giovanni Marinelli e Carlo Pareschi.
- 17-18 gennaio - A causa dell’avanzata degli Alleati verso Roma, iniziano le prime colluttazioni sulla Linea Gustav. In tal senso, emblematica è la Battaglia di Cassino che, persa, romperà le prime difese tedesche.
- 22 gennaio - Viene messo in atto lo Sbarco di Anzio che, completato in data 26 maggio, degenera inizialmente in uno stallo permettendo alle forze nazi-fasciste di riorganizzarsi.
- 12 febbraio: Approvazione del decreto legge sulla Socializzazione delle Imprese che definisce con maggiore precisione una nuova forma economica.
- 1º marzo - Iniziano gli scioperi che paralizzarono la produzione bellica.
- 24-25 marzo - A Roma, viene commesso l’Eccidio delle Fosse Ardeatine.
- 18 aprile - Fondazione del Servizio Ausiliario Femminile con Piera Gatteschi Fondelli al comando.
- 18 maggio - Pressata su più punti ed aspramente contesta, viene espugnata la Linea Gustav, causando l’avanzata degli Alleati verso Roma.
- 23-24 maggio - Dopo un temporaneo rallentamento, viene sfondata grazie ai rinforzi dello Sbarco di Anzio anche la Linea Hitler. I nazi-fascisti ripiegano verso la Linea Caesar.
- 28-30 maggio - Dopo aspri combattimenti e bombardamenti, tra cui quelli di Pescara, viene sfondata anche la Linea Caesar, che i nazi-fascisti avevano invano tentato di difendere. Questi dunque ripiegano in parte su rami meno fortificati (Rome Switch Line e Linea del Trasimeno), presto sfondati, e per la maggior parte sulla Linea Albert.
- 4-5 giugno - Gli Alleati giungono a Roma, occupandola.
- 30 giugno - Fondazione del Corpo Ausiliario delle Squadre d'Azione delle Camicie Nere (brigate nere) da parte del Partito Fascista Repubblicano (PFR).
- 1º luglio - Viene sfondata anche la Linea Albert, dove i nazi-fascisti si erano ritirati dopo il crollo della Linea Gustav. Essi ripiegano presto sulla Linea Gotica.
- 17 luglio - Il Duce passa in rassegna i reparti della divisione "Italia".
- 24-27 agosto - Viene commesso l’Eccidio di Vinca da parte di vari membri di SS, Luftwaffe e brigate nere, causando 173 morti.
- 25 agosto - Iniziano gli scontri sulla Linea Gotica.

### 1945
- 21 aprile - Dopo mesi di combattimenti, la Linea Gotica è sfondata, portando al collasso delle forze armate nazi-fasciste e della Repubblica Sociale Italiana. Mussolini fugge in direzione della Svizzera, mentre reparti interi di soldati si arrendono agli Alleati; nel mentre, insorgono apertamente i gruppi di partigiani dell’area (CLN-AI), prima clandestini.
  - Nello stesso giorno si tiene a Milano l’ultimo Consiglio dei ministri.
- 25 aprile - Gli alleati attraversano rapidamente la Pianura Padana, occupando molte città della Lombardia e del Veneto e giungendo facilmente a Milano. Vengono sciolti la Repubblica Sociale Italiana (RSI) ed il Partito Fascista Repubblicano (PFR).
- 28 aprile - Nel tentativo di fermare Benito Mussolini dal fuggire, vengono chiusi dai partigiani tutti i valichi: l’operazione ha successo e l’ex-Duce viene fermato ed arrestato.
- 29 aprile - Benito Mussolini viene ucciso a Giulino, vicino il Lago di Como. Il suo corpo sarà poi portato a Milano e appeso a testa in giù a Piazzale Loreto.
  - Nella stessa giornata, a Caserta, le forze nazi-fasciste si arrendono agli Alleati, firmando così la resa incondizionata. Essa entrerà ufficialmente in vigore il 2 maggio.